# Långbäling

Långbäling är en ö i Ornö socken, Haninge kommun mellan Utö och Ornö.
Ett fisketorp omtalas på Långbäling 1649, det brändes dock i samband med rysshärjningarna 1719. Under mellankrigstiden byggdes en försvarsspärr mellan Ornö och Utö och på Långbäling uppfördes då kanonbatterier och en minstation. År 1993  köptes ön av Handelsbankens personalstiftelse och används än  idag som semesterö för anställda vid Svenska Handelsbanken.